# Acalolepta pseudospeciosa
Acalolepta pseudospeciosa es una especie de escarabajo longicornio del género Acalolepta, tribu Monochamini, subfamilia Lamiinae. Fue descrita científicamente por Breuning en 1965.
Se distribuye por Laos y Vietnam. Mide aproximadamente 14-30 milímetros de longitud. El período de vuelo de esta especie ocurre entre abril y noviembre.